# 대구복합스포츠타운
대구복합스포츠타운(大邱複合스포츠타운, Daegu Sports Town)은 대한민국 대구광역시에 있는 스포츠 시설 단지이다. DGB대구은행파크, 사회인 야구장, 대구시민체육관, 빙상장, 스쿼시장 등의 스포츠 경기 시설이 갖춰져 있다.
2017년부터 2019년까지 대구시민운동장 리모델링 공사가 진행됨에 따라 주경기장이 2017년에 철거되었다. 주경기장을 축구 전용 경기장으로, 야구장을 사회인 야구장으로, 보조구장을 다목적 유소년 축구장으로, 테니스장을 다목적 실내 체육관으로, 씨름장을 스쿼시 경기장으로, 체육회관을 다목적 문화체육시설로 각각 용도 변경 조성했다.

## 연혁
- 1948년 4월 대구운동장 건립[2](현재와 같은 스탠드 비롯 건물형의 경기장이 아니고 학교 운동장형 경기장으로 추정)[3]
- 1962년 3월 대구종합경기장 확충 보수 공사 시작(본부석 건물 및 스탠드 등 건물형 운동장으로 변모)[4]
- 1962년 10월 22일 준공, 대구종합경기장으로 개칭[5]
- 1962년 10월 24일 제43회 전국체육대회 개최
- 1967년 수영장 증설
- 1975년 전면 개보수 공사 실시[6]
- 1975년 10월 1일 주경기장(축구장) 1종 경기장 공인
- 1975년 10월 7일 제56회 전국체육대회 개최
- 1976년 1월 1일 대구시민운동장으로 개칭
- 1978년 보조경기장 준공
- 1981년 테니스장 준공
- 1981년 제11회 대통령배 국제축구대회 예선
- 1981년 주경기장 전천후 포장
- 1992년 9월 25일 시민체육관 건립
- 1995년 1월 27일 실내빙상장 건립
- 1996년 씨름장 건립
- 2002년 6월 야구장 인조잔디, 전광판, 관람석 개체
- 2017년 리모델링 공사 시작과 함께 주경기장 철거
- 2018년 사회인 야구장 개장
- 2019년 DGB대구은행파크 개장

## 시설

### 축구장
대구시민운동장 주경기장은 1988년 하계 올림픽의 축구 경기를 개최하였는데 1987년 포항제철 아톰즈의 홈구장으로 쓰이기도 했다. 대구스타디움이 2003 대구하계유니버시아드대회 주경기장으로 사용되는 바람에 2003년 후반기에 대구 FC의 홈구장으로 사용되었다. 대구스타디움이 2011년 세계 육상 선수권 대회를 대비한 트랙 공사로 인해 보수공사에 들어가게 되어 2010 시즌~2011 시즌까지 홈구장으로 사용되었다. 일 년에 몇 차례 대구 FC의 제2구장으로 사용되고 있다. 대구시민운동장 리모델링 공사로 인해 주경기장은 축구 전용구장인 DGB대구은행파크로 새 단장을 하며 2019시즌부터 대구 FC의 홈 경기장으로 사용된다.

### 기타
- 대구복합스포츠타운 보조경기장
- 시민체육관 (농구장)
- 실내빙상장
- 테니스장
- 씨름장

## 같이 보기
- 대구아이엠뱅크파크
- 대구복합스포츠타운 보조경기장
- 대구시민운동장
- 대구시민운동장 야구장